# キテン (ブルガリア)
キテン（ブルガリア語: Кѝтен, ラテン文字転写: Kiten、「かわいらしい」という意味）は、ブルガリア東部のブルガス州にある町。キテン川河口近くのウルドヴィザ半島に位置するリゾート地で、アトリマンとウルドヴィザの2か所のビーチがある。

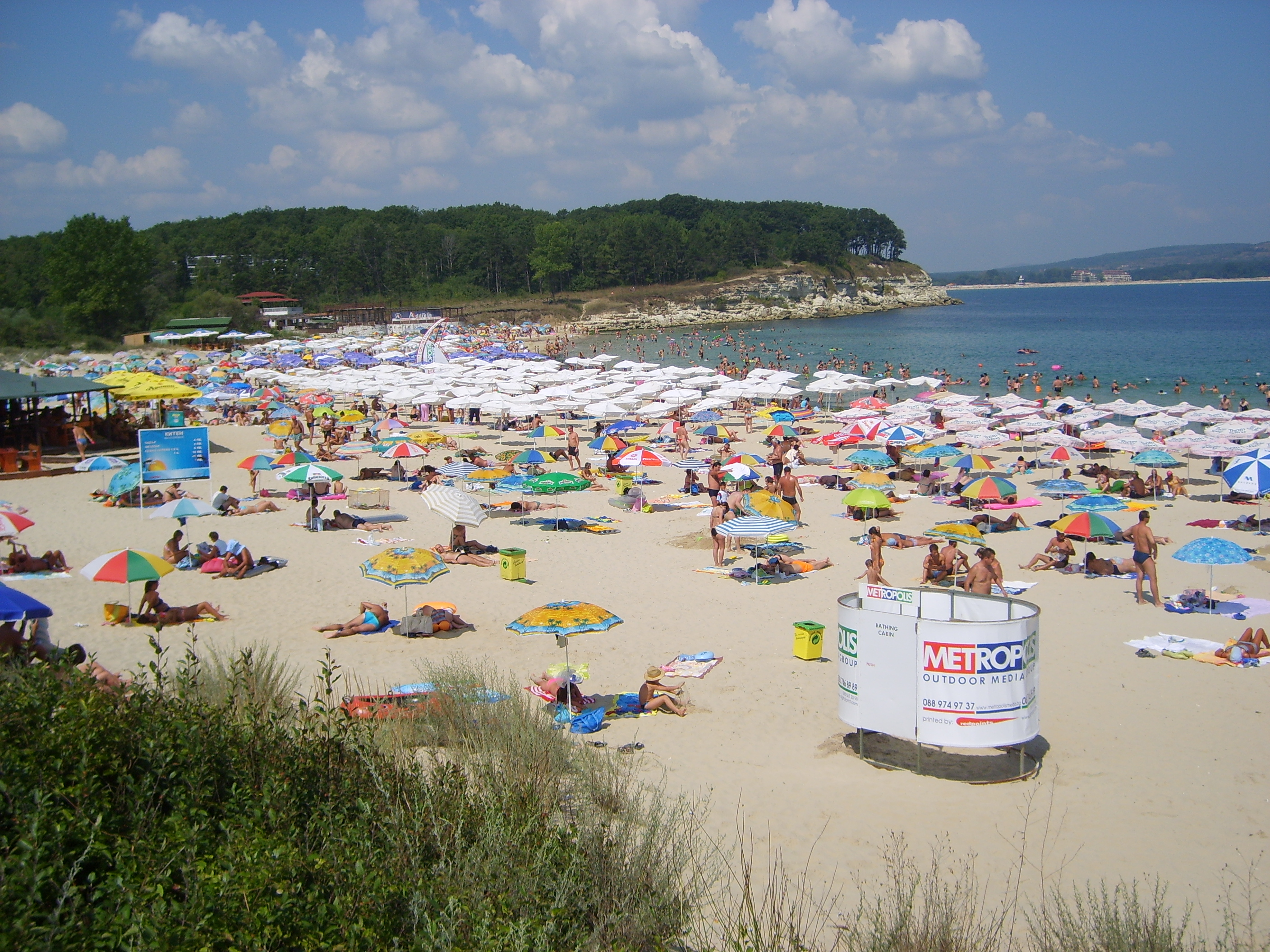
アトリマン・ビーチ

バルカン戦争期間中の1912年から1913年にかけて、キテンはブルガリア唯一の輸出港となり、木材や木炭が輸出された。現在の市街は1931年に、東トラキアから亡命してきたブルガリア人の30家族によって建設された。しかし、この地域ではウルドヴィザ・ビーチ出土の紀元前6世紀のアンフォラなど、古代の遺物も発見されている。その後、1962年に国からリゾート地に指定され、1981年には近くのプリモルスコ市の一部となった。しかし、年々増加する観光客に対応するため、2005年6月17日にプリモルスコ市から分かれ、独立した町となった。
南極のグレアムランドにあるキテン岬は、この町の名前に由来する。